# (743) Eugenisis
(743) Eugenisis es un asteroide perteneciente al cinturón de asteroides descubierto el 25 de febrero de 1913 por Franz Heinrich Kaiser desde el observatorio de Heidelberg-Königstuhl, Alemania.
Está nombrado por las palabras del griego antiguo que significan buena creación.